# جون مارشال مارتن
جون مارشال مارتن (بالإنجليزية: John Marshall Martin)‏ هو سياسي أمريكي، ولد في 18 مارس 1832 في مقاطعة إيدجفيلد في الولايات المتحدة، وتوفي في 10 أغسطس 1921.